# École nationale supérieure des ingénieurs en arts chimiques et technologiques
Die École nationale supérieure des ingénieurs en arts chimiques et technologiques (ENSIACET oder A7) ist eine französische Ingenieurschule in Toulouse, auf dem Campus der Université Fédérale Toulouse Midi-Pyrénées.
Sie ist Mitglied der Conférence des Grandes Ecoles und der Toulouse Tech. Mit einem multi-disziplinären Lehrplan bildet sie innerhalb von drei Jahren Ingenieure auf hohem Niveau aus, die danach hauptsächlich in der Wirtschaft arbeiten: Ziel der Ausbildung ist der sogenannte Master 'Ingénieur ENSIACET'.

## Diplome ENSIACET
- Master Ingénieur ENSIACET
- sechs Masters Forschung Ingenieurwissenschaft
- sechs Masters Professional Ingenieurwissenschaft
- Mastère spécialisé
- Massive Open Online Course

## Forschung und Graduiertenkolleg
- ENSIACET Forschungs- und Kompetenzzentren
  - Werkstofftechnik
  - Agro-industriellen Chemie
  - Koordinationschemie
  - Verfahrenstechnik